# Jop Spruit
Johannes Emil (Jop) Spruit (Utrecht, 28 februari 1937) is een Nederlands rechtshistoricus.
Spruit studeerde rechtsgeleerdheid en muziekwetenschappen aan de Universiteit Utrecht van 1957 tot 1963, waar hij aansluitend in 1966 bij Christiaan Zevenbergen promoveerde op het proefschrift De juridische en sociale positie van de Romeinse acteurs. Hij werkte aansluitend als wetenschappelijk assistent aan de Universiteit Utrecht en hoofdmedewerker rechtsgeschiedenis aan de Universiteit van Amsterdam van 1968 tot 1969. Op 2 december 1969 werd hij als opvolger van Hans Ankum benoemd tot gewoon hoogleraar rechtsgeschiedenis aan de Universiteit Leiden, met als leeropdracht de historische ontwikkeling van het recht, in het bijzonder het Romeinse recht. Hij hield zijn oratie, getiteld De Lex Julia et Papia Poppaea. Beschouwingen over de bevolkingspolitiek van Augustus, op 28 maart 1969.
In 1971 verliet Spruit de Leidse universiteit voor een aanstelling als hoogleraar aan zijn alma mater, de Universiteit Utrecht, met als leeropdracht de historische ontwikkeling van het recht bezien in het licht van rechtsstelsels uit welke het Nederlands recht zich heeft gevormd. Zijn oratie, gehouden op 14 november 1973, was getiteld  C. Plinius Caecilius Secundus en het erfrecht van zijn tijd. Een rechtshistorisch vertoog over Plinius' Epistulae V, 7 II, 16 en IV, 10. Hij bleef hoogleraar in Utrecht tot zijn emeritaat in 2002. Hij was van 1977 tot 1981 hoogleraar aan de Universiteit van de Nederlandse Antillen en van 1987 tot 1994 bijzonder hoogleraar aan de Universiteit Maastricht. Ook was hij van 1993 tot 2007 gasthoogleraar aan de Universiteit van Aruba. Samen met onder anderen Jeroen Chorus en Robert Feenstra vertaalde hij het Corpus Iuris Civilis naar het Nederlands; Spruit verzorgde de hoofdredactie van de dertien delen.
Spruit is sinds 1996 lid van de Koninklijke Nederlandse Akademie van Wetenschappen, afdeling letterkunde, sectie rechtswetenschappen. In 2002 ontving hij een eredoctoraat van de Universiteit van Bonn.